# Classique terminal maya
Le classique terminal est une période de la civilisation maya (ca.800-950) marquée par le déclin culturel et démographique des cités mayas des Basses-Terres méridionales et centrales, où cesse en l'espace d'un siècle l'édification de monuments et la production d'œuvres d'art.  Pendant cette période, les Mayas du nord de la péninsule du Yucatán gagnent en puissance économique, politique et culturelle ; en particulier, les sites Puuc (Uxmal, Labná, Kabah) sont à leur apogée. L'époque marque également l'expansion des Mayas putuns.
Cette période voit de l'abandon du compte long du calendrier maya au profit du compte court.

## Causes du déclin dans les Basses-Terres méridionales
Les raisons du déclin des Basses-Terres méridionales et centrales sont mal connues.  On suppose une combinaison de plusieurs facteurs possibles :
- facteurs internes
  - sécheresse importante
  - épuisement des ressources naturelles par surpopulation
  - rébellion de la population contre les élites gouvernantes
  - augmentation des guerres entre cités
  - prophétie auto-réalisatrice au début d'un cycle de katuns marquant le déclin (le précédent marquant le déclin de Tikal)
- facteurs externes
  - invasion armée par les Mayas putuns
  - déclin économique due à l'ouverture de voies commerciales concurrentes par les Mayas putuns